# Dongyang, Chongqing
Dongyang (kinesiska: 东阳) är ett stadsdelsdistrikt i sydvästra Kina. Det ligger i stadsdistriktet Beibei  i storstadsområdet Chongqing, omkring 33 kilometer norr om det centrala stadsdistriktet Yuzhong. Antalet invånare är 40 143. Befolkningen består av 17 984 kvinnor och 22 159 män. Barn under 15 år utgör 8,0 %, vuxna 15-64 år 79 %, och äldre över 65 år 11,0 %.